# الاسم المستعار غريس (مسلسل قصير)
الاسم المستعار غريس (بالإنجليزية: Alias Grace) هو مسلسل قصير كندي من إخراج ماري هارون وكتابة سارة بولي، المسلسل مبني على رواية تحمل نفس الاسم للكاتبة مارغريت آتوود.
المسلسل من بطولة سارة جادون، إدوارد هولكروفت، زكاري ليفي، ديفد كروننبرغ، بول غروس وآنا باكوين. صدر المسلسل على شبكة سي بي سي في 25 سبتمبر 2017 وعلى منصة نتفليكس في 3 نوفمبر 2017.

## وصلات خارجية
- آلياس غرايس على موقع IMDb (الإنجليزية)
- آلياس غرايس على موقع ميتاكريتيك (الإنجليزية)
- آلياس غرايس على موقع روتن توميتوز (الإنجليزية)
- آلياس غرايس على موقع نتفليكس (الإنجليزية)
- آلياس غرايس على موقع فيلمافينيتي (الإسبانية)
- آلياس غرايس على موقع ليتربوكسد (الإنجليزية)
- آلياس غرايس على موقع كينوبويسك (الروسية)
- آلياس غرايس على موقع ألو سيني (الفرنسية)
- آلياس غرايس على موقع قاعدة بيانات الفيلم (الإنجليزية)